# ヘーチマン・ヴィシュネヴェーツィクィイ (フリゲート)
U131 ヘーチマン・ヴィシュネヴェーツィクィイ(ウクライナ語:U131 Гетьман Вишневецькийヘーチマン・ヴィシュネヴェーツィクィイ)は、ウクライナで計画されたフリゲート(Фрегат)である。艦名はドムィトロー・ヴィシュネヴェーツィクィイに因む。ロシア語名ではゲートマン・ヴィシュネヴェーツキイ(Гетман Вишневецкийギェートマン・ヴィシュニヴィェーツキイ)と呼ばれる。経済的な理由により建造は中止された。

## 概要
ヘーチマン・ヴィシュネヴェーツィクィイは、11351号計画「ネレーイ」型国境警備艦の9番艦として計画された。開発はソ連時代に開始され、当初の艦種は国境警備艦(Пограничный сторожевой корабль)、艦名はクラースヌィイ・ヴィーンペル(Красный Вымпелクラースヌィイ・ヴィームピェル)であった。これは第二次世界大戦で大活躍した警備艦から受け継いだ名称で、意味は「赤い檣頭旗(ペナント)」という共産主義を反映した名称であった。クラースヌィイ・ヴィーンペルの建造は、他の8 隻の同型艦と同じくウクライナ・ソヴィエト社会主義共和国のケルチにあったB・Ye・ブートマ記念ザリーフ造船所で行われた。造船所第209工場で建造されたことから、発注番号は「209」とされた。
1991年8月24日にウクライナが独立すると、建造中であったクラースヌィイ・ヴィーンペルは同型艦キーロフ(ラーツィス)とともにウクライナ海軍へ譲渡されることとなった。所有権の移譲は翌1992年6月に行われ、フリゲートへ艦種変えされるとともに艦名をU 131 ヘーチマン・ヴィシュネヴェーツィクィイに改めた。艦名の由来となったドムィトロー・ヴィシュネヴェーツィクィイは歴史上に初めて現れるコサックのオタマーンで、南ウクライナのザポリージュジャ(ザポロージエ)に根拠地を開拓し、のちのザポロージエ・シーチの基礎を築いた人物であった。彼はのちにウクライナ・コサックで最初のヘーチマンとなり、子孫はポーランド王国の貴族として王国の一端を担った。また、後世になると民間伝承の英雄バーイダの像と結び付けられ、ヴィシュネヴェーツィクィイも「バーイダ」と渾名されるようになった。そのため、ウクライナの新しいフリゲートについてもヘーチマン・バーイダ・ヴィシュネヴェーツィクィイ(Гетьман Байда Вишневецькийヘーチマン・バーイダ・ヴィシュネヴェーツィクィイ)と呼ばれることがある。
しかし、独立間もないウクライナは経済的な危機に陥り、新造艦を完成させるだけの条件を整えることができなかった。また、1992年の時点でウクライナは他に十分な能力を持った1135/M型フリゲートやコルベットを多数保有しており、財政的な危機を押してまで大型の新造艦を揃える必要がなかった。姉妹艦キーロフはU 130 ヘーチマン・サハイダーチヌイとして竣工し1993年より実働状態に入ったものの、工事の進捗具合の低かったヘーチマン・ヴィシュネヴェーツィクィイの建造は中止されることになった。
建造中止の時点でヘーチマン・ヴィシュネヴェーツィクィイの本体はまだ着工されておらず、船台には建造中の3つの部分が乗せられていただけであった。建造中止の時点で海軍や建造会社の関心は今ある艦艇の修繕の方に向かっており、主要関係者は視察のためロシアのアーストラハニへ出発してしまったという。
建造中の艦を海外へ転売する計画もあったが、結局、ヘーチマン・ヴィシュネヴェーツィクィイは日の目を見ぬまま工場で解体された。